# Wilhelm Schäfer (Schriftsteller)
Wilhelm Schäfer (während seiner ersten Ehe von 1890 bis 1896 Wilhelm Schäfer-Dittmar, * 20. Januar 1868 in Ottrau; † 19. Januar 1952 in Überlingen) war ein deutscher Schriftsteller. Er schrieb vorwiegend Kurzgeschichten und Anekdoten nach dem Vorbild Kleists und Hebels. Mit dem 1922 erschienenen, die „deutsche Volksseele“ glorifizierenden Buch Dreizehn Bücher der deutschen Seele wurde er zu einem der populärsten völkisch-nationalen Autoren der Weimarer Republik und der Zeit des Nationalsozialismus. Zum Teil publizierte er auch unter den Pseudonymen Karl Ebinghaus, W. Gischler, Karl Pfälzer und Reinhold Treu.

## Leben

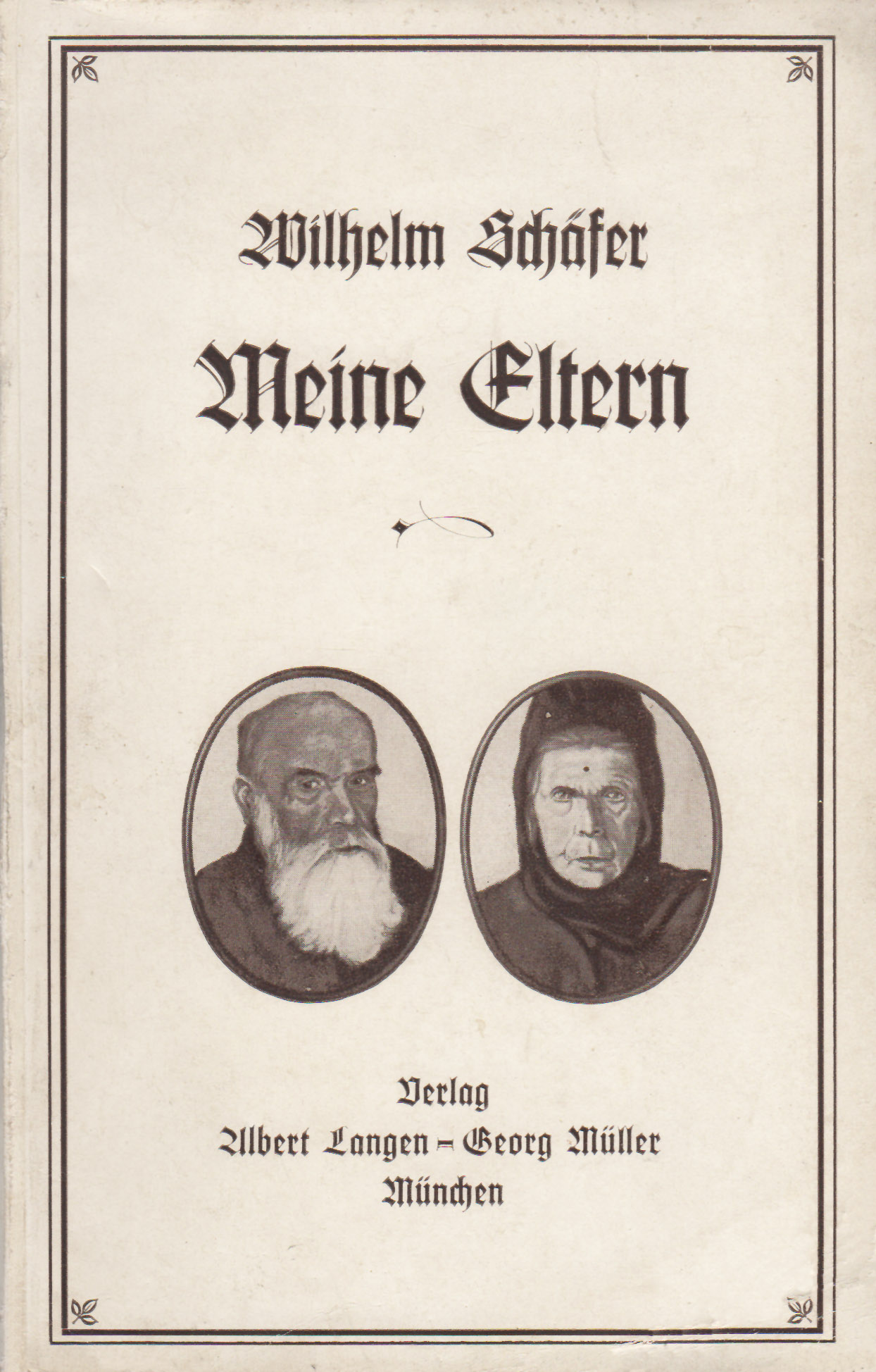
Meine Eltern von Wilhelm Schäfer (1944)

Wilhelm Schäfer war der Sohn eines Schuhmachers. Sein Vater Paul Schäfer (geb. 1840) stammte aus einer verarmten Bauernfamilie in Berfa (Alsfeld). Dieser musste aus Geldnot auf Wanderschaft gehen und lernte von 1855 bis 1858 beim Schuhmachermeister Wiegelmann das Schuhmacherhandwerk. Mutter Elisabeth Gischler stammte aus Ottrau, ihren Eltern gehörten eine kleine Landwirtschaft sowie ein verschuldetes Haus. Als junge Frau arbeitete sie als Magd beim Bauern Ploch.
In seinem Buch Meine Eltern beschreibt Wilhelm Schäfer die damaligen Arbeits- und Lebensbedingungen, die Verkehrszustände und die Militärdienstzeit seines Vaters in Kassel. Er beschreibt den Kulturkampf im katholischen Rheinland, wie ihn die Familie erlebt hat.
1871 zog die Familie nach Gerresheim, wo Schäfer in der Glashütten-Siedlung eine evangelische Volksschule besuchte. Anschließend war er Schüler des Realgymnasiums in Düsseldorf. Er bereitete sich ab 1883 auf einer Präparandenanstalt in Mettmann auf den Beruf des Volksschullehrers vor. Von 1890 bis 1897 war er als Lehrer in Vohwinkel und Elberfeld tätig. Während dieser Zeit, die auch von einer Freundschaft mit Richard Dehmel geprägt war, begann er, literarische Werke zu veröffentlichen.
Ein Vertrag mit dem Cotta-Verlag ermöglichte ihm 1897 nach Scheidung von Henriette Dittmar, die er 1890 geheiratet hatte, Reisen nach Paris, Zürich und München. 1898 ging er nach Berlin, wo er anfangs als Anzeigentexter arbeitete. 1899 heiratete er Lisbeth Polligkeit. 1900 zog er nach Düsseldorf um, wo er auf Anregung aus Kreisen des Künstlervereins Malkasten und des Industriellen und Kunstmäzens Fritz Koegel die Kulturzeitschrift Die Rheinlande (1900–1922) herausgab und 1904 Geschäftsführer des von ihm initiierten Verbandes der Kunstfreunde in den Ländern am Rhein wurde.
Schäfer, den in diesen Jahren eine Freundschaft mit Hermann Hesse verband, lebte ab 1903 in Braubach, von 1907 bis 1915 in Vallendar und von 1915 bis 1918 in Hofheim (Taunus), dem Wohnort seiner Geliebten Freifrau Blanche von Fabrice, der 1909 geschiedenen Ehefrau des Schriftstellers Emanuel von Bodman, die er am 25. Mai 1917 nach Scheidung von Polligkeit heiratete. 1918 ließ er sich auf der „Sommerhalde“ in Bodman am Bodensee nieder. An seinem Werk Die dreizehn Bücher der deutschen Seele arbeitete er fünf Jahre lang.
Wilhelm Schäfer war ab 1926 Mitglied der Sektion Dichtkunst der Preußischen Akademie der Künste; 1931 verließ er die Akademie gemeinsam mit Erwin Guido Kolbenheyer und Emil Strauß wegen Differenzen um die ideologische Ausrichtung der Institution. Nach der nationalsozialistischen Machtergreifung war er ab Mai 1933 Ehrensenator der Deutschen Akademie der Dichtung. Schäfer, der bereits früh von konservativem und nationalem Gedankengut geprägt war, identifizierte sich weitgehend mit der nationalsozialistischen Ideologie. Er wirkte, obwohl er selbst kein Mitglied der NSDAP war, bereitwillig an Formulierung und Propagierung der Ziele der NS-Kulturpolitik mit. Schäfer wurde von Adolf Hitler hoch geschätzt, so dass er ihn im August 1944 in die Gottbegnadeten-Liste der wichtigsten Schriftsteller aufnahm. Seine Verstrickung in das System des NS-Staates führte dazu, dass nach 1945 eine Auseinandersetzung mit seinem Werk nur noch sporadisch stattfand.
Nach Schäfers Tod 1952 in Überlingen wurde der Sarg vom Bodensee, wo Schäfer seit 1918 lebte, nach Ottrau gebracht und dort auf seinen Wunsch in der Familiengruft beigesetzt.
Schäfers Schriften (alle erschienen bei Langen/Müller, München), wie z. B.
- Preußen und das Bismarckreich. Aus „Dreizehn Bücher der deutschen Seele“ (1934)
- Christophorusrede. 1935.
- Krieg und Dichtung: Festrede zum Dichtertreffen in Weimar am 10. Okt. 1942 (1943)

wurden in der Sowjetischen Besatzungszone auf die Liste der auszusondernden Literatur gesetzt.

## Auszeichnungen
- 1927: Ehrendoktorwürde der Universität Marburg
- 1932: Goethe-Plakette der Stadt Frankfurt am Main
- 1937: Rheinischen Literaturpreis
- 1938: Ehrenbürger von Ottrau
- 1941: Goethepreis der Stadt Frankfurt am Main
- 1942: Immermann-Preis
- 1948: Ehrenbürger von Bodman
- 1950: Ehrenmitglied der Düsseldorfer Jonges

## Rezeption
Die im Jahr 1951 eröffnete Grundschule in Schäfers Geburtsort Ottrau erhielt 1977 den Namen Wilhelm-Schäfer-Schule. Nach einer Diskussion um Schäfers Identifikation mit der nationalsozialistischen Ideologie sowie seine Mitwirkung an Formulierung und Propagierung der Ziele der NS-Kulturpolitik beschloss der Kreistag des Schwalm-Eder-Kreises am 29. Juni 2020 die Aberkennung des Namens „mit sofortiger Wirkung“.

## Werke
- Fritz und Paul auf der höheren Bürgerschule. Berlin 1894.
- Mannsleut. Elberfeld 1894.
- Ein Totschläger. Elberfeld 1894.
- Lieder eines Christen. Elberfeld 1895.
- Jakob und Esau. Berlin 1896.
- Die Zehn Gebote. Berlin 1897.
- Gottlieb Mangold. Berlin 1900.
- William Shakespeare. Zürich 1900.
- Die Béarnaise. Berlin 1902.
- Internationale Kunstausstellung Düsseldorf 1904. Düsseldorf 1904 (zusammen mit Rudolf Klein).
- Der Deutsche Künstlerbund. Düsseldorf 1905.
- Anekdoten. Düsseldorf 1907.
- Der Niederrhein und das bergische Land. Stuttgart 1907.
- Rheinsagen. Berlin 1908.
- Die Halsbandgeschichte. München [u. a.] 1909.
- Die Mißgeschickten. München [u. a.] 1909.
- Der Schriftsteller. Frankfurt am Main 1910.
- Wie entstanden meine Anekdoten? Dortmund 1910.
- 33 Anekdoten. München [u. a.] 1911.
- Der verlorene Sarg und andere Anekdoten. München [u. a.] 1911.
- Karl Stauffers Lebensgang. München [u. a.] 1912. Hermann Hesse gewidmet online (2. Aufl.) – Internet Archive
- Die unterbrochene Rheinfahrt. München [u. a.] 1913.
- Lebenstag eines Menschenfreundes. Berlin 1915.
- Anekdoten und Sagen. Bern 1918.
- Die begrabene Hand und andere Anekdoten. München 1918.
- Erzählende Schriften. München.
  - 1. Anekdoten und Novellen. 1918.
  - 2. Rheinsagen. 1918.
  - 3. Eine Chronik der Leidenschaft. 1918.
  - 4. Lebenstag eines Menschenfreundes. 1918.
- Lebensabriß. München 1918.
- Drei Briefe. München 1921.
- Frühzeit. Leipzig [u. a.] 1921.
- Rheinische Novellen. Leipzig 1921.
- Winckelmanns Ende. München 1921.
- Die dreizehn Bücher der deutschen Seele. München 1922.
- Der deutsche Gott. München 1923.
- Flämmchenverse. Stettin 1924.
- Das Lied von Kriemhilds Not. München 1924.
- Die moderne Malerei der deutschen Schweiz. Leipzig 1924.
- Urania. Stettin 1924.
- Die Badener Kur. Stuttgart 1925.
- Benno Rüttenauer zum siebzigsten Geburtstag. München 1925.
- Die deutsche Judenfrage. München 1925.
- Deutschland. Dessau 1925.
- Hölderlins Einkehr. München 1925.
- Jakob Imgrund. Chemnitz 1925.
- Das Fräulein von Rincken. München 1926.
- Huldreich Zwingli. München 1926.
- Lebenstag eines Menschenfreundes. Berlin 1926.
- Neue Anekdoten. München 1926.
- Briefe aus der Schweiz und Erlebnis in Tirol. München 1927.
- Huldreich Zwingli. Weimar 1927.
- Rheinische Geschichten und anderes. Berlin 1927.
- Albrecht Dürer. Chemnitz 1928.
- Ludwig Böhner gibt sein letztes Konzert. München 1928.
- Novellen. München 1928.
- Sommerhalde. Chemnitz 1928.
- Die Anekdoten. München 1929.
- Ausgewählte Anekdoten. Hamburg 1929.
- Der Hauptmann von Köpenick. München 1930.
- Die rote Hanne. Düsseldorf 1930.
- Der Dichter und sein Volk. Kassel 1931.
- Das Frühstück auf der Heidecksburg. Eisenach 1931.
- Das Haus mit den drei Türen. München 1931.
- Wahlheimat. Frauenfeld [u. a.] 1931.
- Das fremde Fräulein. Zehn Anekdoten. Insel, Leipzig 1931.
- Die Fahrt in den heiligen Abend. Eisenach 1932.
- Die Frau von Stein und andere Erzählungen. Breslau 1932.
- Goethes Geburtshaus. Frankfurt am Main 1932.
- Auf Spuren der alten Reichsherrlichkeit. München 1933.
- Deutsche Reden. München 1933.
- Der Fabrikant Anton Beilharz und das Theresle. München 1933.
- Der hartnäckige Taler oder Eine literarische Nacht in Berlin. Eisenach 1933.
- Der deutsche Rückfall ins Mittelalter. München 1934.
- Johann Sebastian Bach. Leipzig 1934.
- Ein Mann namens Schmitz. München 1934.
- Mein Leben. Rechenschaft. Berlin 1934.
- Preußen und das Bismarckreich. München 1934.
- Christophorusrede. München 1935.
- Vom alten Blücher. Güstrow, Meckl. 1935.
- Anckemanns Tristan. München 1936.
- Der Dichter des Michael Kohlhaas. München 1936.
- Die Handschuhe des Grafen von Brockdorff-Rantzau. Leipzig 1936.
- Die Posthalterin zu Vöcklabruck. Eisenach 1936.
- Die Quellen des Rheins. Berlin [u. a.] 1936.
- Verhehltes Leben. Leipzig 1936.
- Frau Hulla. Eisenach 1937.
- Hermann W. Schäfer. München 1937.
- Meine Eltern. München 1937.
- Der Siegelring von Tirol. Eisenach 1937.
- Der tapfere Maruck. Leipzig 1937.
- Wendekreis neuer Anekdoten. München 1937.
- Der Klosterbrauer. Leipzig 1938.
- Mein Lebenswerk. München 1938.
- Sechs Streichhölzer. Berlin 1938.
- Der andere Gulbransson. Berlin [u. a.] 1939.
- Elf Goethe-Anekdoten. Berlin 1939.
- Jan Wellm. Saarlautern 1939.
- Theoderich, König des Abendlandes. München 1939.
- Aus der Zeit der Befreiungskriege. München 1940.
- Der Enkel des Tiberius. Eisenach 1940.
- Der falsche Fünfzigmarkschein. Überlingen 1940.
- Hundert Histörchen. München 1940.
- Johannes Gutenberg. Mainz 1940.
- Bismarck. Köln 1941 (zusammen mit Otto Brües und Richard Euringer).
- Das dreifache Deputat. Weimar 1941.
- Die Handschuhe des Grafen von Brockdorff-Rantzau und andere Anekdoten. Wiesbaden 1941.
- Kleine Truhe. München 1941.
- Maria Enderlins Heilung. Frankfurt am Main 1941.
- Altmännersommer. München 1942.
- Das deutsche Gesicht der rheinländischen Kunst. Ratingen 1942.
- Goethesche Prüfung. München 1942.
- Der Rebell von Freiburg. Gütersloh 1942.
- Die silberne Hochzeit. Köln 1942.
- Spätlese alter und neuer Anekdoten. München 1942.
- Krieg und Dichtung. München 1943.
- Wider die Humanisten. Eine Rede, gesprochen am 7. Mai 1942 in der Wittheit zu Bremen. In: Straßburger Monatshefte. Herausgegeben von Friedrich Spieser, Jg. 1943, Heft 1 (Januar); als Separatdruck: Langen-Müller, München 1943.
- Zwei Anekdoten. Leipzig 1943.
- Zwei rheinische Erzählungen. Leipzig 1943.
- Die Absonderung und das Gemeine. Straßburg 1944.
- Der Gottesfreund. Kempen-Niederrh. 1948.
- Rechenschaft. Kempen-Niederrh. 1948.
- Die Biberburg. München 1950.
- Das Halsband der Königin. Augsburg 1951.
- Frau Millicent. Stuttgart 1952.

### Herausgeberschaft
- Steinzeichnungen deutscher Maler. Düsseldorf 1904/1905.
- Bildhauer und Maler in den Ländern am Rhein. Düsseldorf 1913.
- Fedor M. Dostoevskij: Der Großinquisitor. Rudolstadt (Thür.) 1924.